# Amalda northlandica
Amalda northlandica är en snäckart som beskrevs av Hart 1995. Amalda northlandica ingår i släktet Amalda och familjen Olividae. Inga underarter finns listade i Catalogue of Life.